# Calamagrostis polygama
Calamagrostis polygama är en gräsart som först beskrevs av August Heinrich Rudolf Grisebach, och fick sitt nu gällande namn av Parodi. Calamagrostis polygama ingår i släktet rör, och familjen gräs. Inga underarter finns listade i Catalogue of Life.